# 霍林沃思崖
80°26′S 25°33′W / 80.433°S 25.550°W
霍林沃思崖（英語：Hollingworth Cliffs），是南極洲的山崖，位於科茨地，處於阿布薩龍山以南，屬於沙克爾頓山脈的一部分，由美國海軍拍攝空中照片，現時由南極條約體系管理。